# Angelica Ross
Pour les articles homonymes, voir Ross.
Angelica Ross, née le 28 novembre 1980 à Kenosha, est une femme d'affaires, actrice et défenseure des droits des personnes transgenres américaines. Codeuse autodidacte au début de sa carrière, elle devient la fondatrice et PDG de TransTech Social Enterprises, une entreprise qui aide les personnes transgenres dans le secteur des nouvelles technologies. Ross commence sa carrière d'actrice dans la série web Her Story, puis est la vedette des séries de FX Pose et American Horror Story.

## Jeunesse
Angelica Ross est née à Kenosha, dans le Wisconsin, mais grandit à Racine, dans le Wisconsin. Ross, une femme trans, déclare qu'elle est perçue comme féminine dès son plus jeune âge,. En 1998, à l'âge de 17 ans, elle fait son coming-out homosexuel à sa mère, une chrétienne évangélique. Cette dernière ne l'accepte pas bien, « elle m'a dit que je devais me suicider ou qu'elle le ferait, car elle ne pouvait avoir quelqu'un comme moi comme enfant », raconte-elle,. Ross envisage de mettre fin à ses jours et fait une overdose volontaire de médicament à laquelle elle survit,.
Après avoir terminé ses études secondaires à 17 ans, Ross fréquente brièvement l’Université du Wisconsin, à Parkside, avant d’abandonner au bout d’un semestre. Ross décide lors de rejoindre l'US Navy afin de se qualifier pour le G.I. Bill (loi offrant aux anciens combattants le financement de leurs études supérieures). Ross part d'abord pour Rochester, dans l'État de New York, avant d'être affecté à Yokosuka, dans la préfecture de Kanagawa. Après six mois de service, elle demande et obtient une décharge « non caractérisée » en vertu de la politique Don't ask, don't tell (qui est alors en vigueur) pour avoir été harcelée par des hommes enrôlés qui l'ont forcée à faire son coming-out,. Ross retourne chez elle et se lie d'amitié avec une drag queen appelée Traci Ross qui l'aide à commencer sa transition de genre à l'âge de 19 ans. Après avoir découvert sa transition, ses parents la mettent à la porte et Ross emménage avec son père biologique à Roanoke, en Virginie,. Bien que Ross et ses parents rompent le contact pendant un certain temps, elle affirme que leur relation s'est depuis rétablie.

## Carrière
Pendant les six années qu'elle passe à Roanoke, Angelica Ross travaille comme serveuse chez Applebee afin de gagner suffisamment d'argent pour payer son loyer et fréquenter une école de cosmétologie. Elle est finalement licenciée de son emploi de serveuse pour un motif discriminatoire. Elle déménage ensuite à Hollywood en Floride et y travaille comme mannequin et escort jusqu'en 2003. Elle lance une entreprise de développement Web et de conception graphique et commence les cours de théâtre. Elle part ensuite à Chicago pour devenir la coordonnatrice de l'emploi du centre Trans Life.
Elle lance TransTech Social Enterprises à Chicago en 2014. La firme de design créatif à but non lucratif forme et obtient des contrats pour des travailleurs transgenres et autres,. Melissa Harris-Perry attire l'attention sur la firme en 2015, en choisissant Ross comme son premier « Foot Soldier » de l'année,. Ross est aussi l'une des conférencières invitées au Sommet 2015 sur la technologie et l'innovation des LGBTQ à la Maison Blanche.
En 2016, Angelica Ross commence à jouer dans Her Story, une web-série sur les femmes trans à Los Angeles,. La série est nommée pour le Primetime Emmy Award for Outstanding Short Form Comedy or Drama Series,. Elle fait également  une apparition cette année-là dans la série télévisée Transparent.
En juin 2017, Angelica Ross commence à doubler l'un des personnages de la série animée d'Amazon Video Danger & Eggs (en),.
Angelica Ross joue le personnage de Candy Abundance dans la série Pose sur FX en 2018,,, personnage qui décède, victime de violences transphobes, dans la saison 2.
Elle joue dans la saison 9 d'American Horror Story, et sera au casting de la dixième saison de la série d'anthologie.

## Engagement
Angelica Ross est une des ambassadrices lors de la célébration du 50e anniversaire de Stonewall qui a eu lieu en juin 2019 pendant la Pride de San Francisco. Elle apporte, en août 2020, son soutien à la sénatrice de Californie Kamala Harris, choisie par Joe Biden afin d'occuper une place de colistière pour l'élection présidentielle de 2020.

## Prix
- 2015 : Be Amazing Award de la Transgender National Alliance[21]
- 2015 : 1st Foot Soldier of the Year par Melissa Harris-Perry[22]
- 2016 : Trailblazer Awards, Black Trans Advocacy Awards[23]
- 2016 : Prix de la visibilité, Human Rights Campaign[24]
- 2017 : Outstanding Talk Show Episode - The Daily Show withTrevor Noah aux GLAAD Media Awards[25]
- 2017 : Special Recognition Award aux GLAAD Media Awards[26]
- 2018 : Top 10 LGBT+ Executives du Financial Times[27]

## Vie privée
Ross fut fiancée, mais elle annule ses fiançailles en découvrant que son fiancé refuse de dire qu'elle est une femme trans.
Ross est une bouddhiste pratiquante.
En septembre 2023, elle accuse publiquement Ryan Murphy d'avoir gâché une opportunité d'emploi chez Marvel en laissant ses questions sans réponses au sujet de ses potentielles futures participations dans American Horror Story. Le même jour, elle accuse également Emma Roberts d'avoir tenu des propos transphobes à son sujet et d'avoir instauré un climat toxique pendant le tournage de la neuvième saison d'American Horror Story. Quelques heures après le début de la polémique, Ross annonce sur son compte Tweeter que Roberts l'a appelé pour s'excuser de son comportement.

## Filmographie

### Télévision
| Année       | Titre                                  | Rôle                                                     | Remarques                   |
| ----------- | -------------------------------------- | -------------------------------------------------------- | --------------------------- |
| 2015        | I Am Cait                              | Elle-même                                                | 2 épisodes                  |
| 2016        | Her Story                              | Paige                                                    | Rôle principal              |
| 2016        | The Daily Show                         | Elle-même                                                | Épisode : « Angelica Ross » |
| 2017        | Doubt                                  | Valentina                                                | Épisode : « Clean Burn »    |
| 2017        | Danger & eggs                          | Maire                                                    | 3 épisodes                  |
| 2017        | Claws                                  | Relevance                                                | 3 épisodes                  |
| 2017        | Transparent                            | Diana Ross Diva                                          | Épisode : « Born Again »    |
| 2018 - 2019 | Pose                                   | Candy                                                    | Rôle principal              |
| 2019        | American Horror Story : 1984           | Donna Chambers                                           | Rôle principal              |
| 2021        | American Horror Story : Double Feature | l'Alchimiste (première partie) / Theta (deuxième partie) | Rôle principal              |